# Віджет (пристрій)

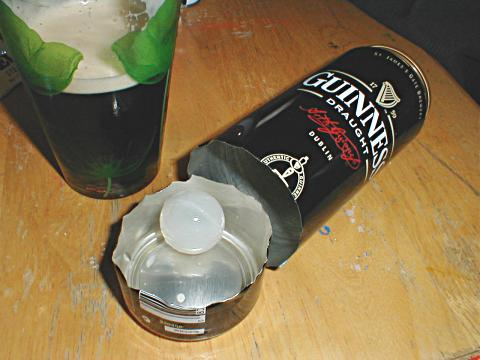
Віджет Guinness, що плаває

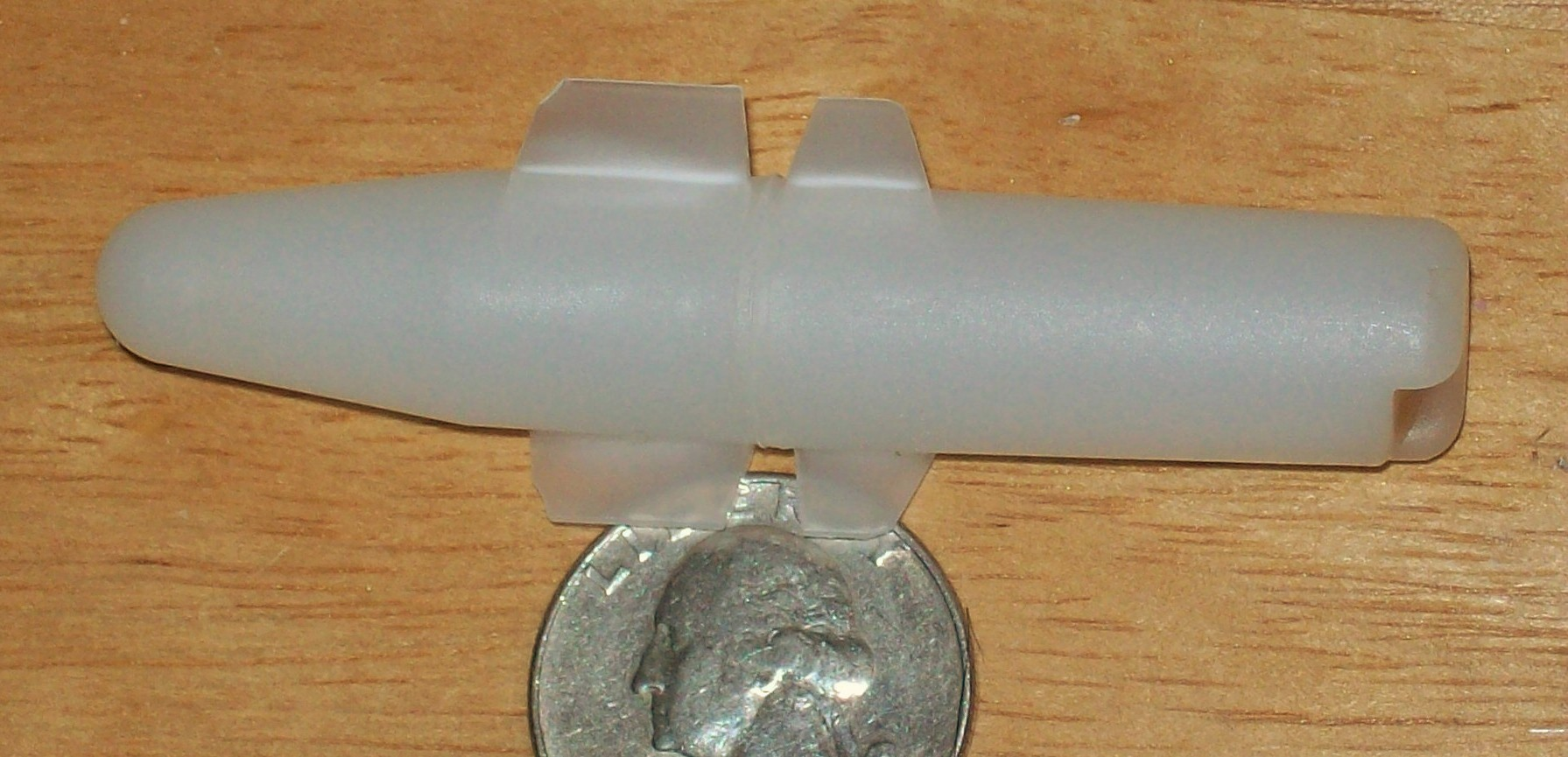
Віджет пляшки пива Guinness

Віджет — це пристрій, який розміщується в ємності з пивом для покращення пінної шапки. Оригінальний віджет запатентовано в Ірландії компанією Guinness. Віджет, що плаває, знаходиться в банках пива у вигляді порожнистої пластикової сфери діаметром близько 30 мм (на вигляд нагадує кульку для настільного тенісу, але менше) з одним або декількома маленьким отвором і швом. "Ракетний віджет" знаходиться в пляшках, 70 міліметрів у довжину з маленьким отвором у нижній частині .